# Pavel Shakuro
Pavel Yevgenyevich Shakuro (tiếng Nga: Павел Евгеньевич Шакуро; sinh ngày 25 tháng 7 năm 1997) là một cầu thủ bóng đá chuyên nghiệp người Nga, hiện đang thi đấu cho câu lạc bộ PFC Sochi.

## Sự nghiệp câu lạc bộ
Anh có màn ra mắt tại Russian Football National League cho câu lạc bộ FC Tyumen vào ngày 30 tháng 8 năm 2015 trong trận đấu với Zenit-2 St. Petersburg.
Ngày 21 tháng 6 năm 2019, anh gia nhập câu lại bộ Russian Premier League PFC Sochi. Anh ra mắt giải đấu cao nhất nước Nga vào ngày 10 tháng 11 năm 2019 trong trận gặp PFC CSKA Moscow khi vào sân thay cho Elmir Nabiullin ở phút thứ 60.